# Fuerte San José (Umatac)
El Fuerte San José fue una fortificación novohispana del siglo XIX situada en Umatac en Guam, en Estados Unidos.

## Historia
El fuerte fue construido alrededor de 1802 bajo la administración de Vicente Blanco, gobernador de la provincia de Islas Marianas de la Capitanía General de Filipinas. Se edificó para proteger la bahía de Umatac, lugar donde la ruta anual del galeón de Manila se detenía para aprovisionamiento de camino a Manila. La defensa de la bahía de Umatac se completaba con otras fortificaciones como el Fuerte Nuestra Señora de la Soledad o la batería de Nuestra Señora del Carmen, entre otros. Con la independencia de México cesó la ruta comercial, por lo que el fuerte quedó sin uno y en ruinas desde 1850.  
El sitio del fuerte se incluyó en el Registro Nacional de Lugares Históricos en 1974. 

## Descripción
De la estructura del fuerte primigenio se puede observar todavía la cimentación en forma de amplio semicírculo y restos del muro de hasta poco más de un metro de altura. Los muros eran de algo más de medio metro de ancho. Existen además vestigios de una torre vigía al sureste del fuerte.